# Грасиас, Валериан
Валериан Грасиас (англ. Valerian Gracias; 23 октября 1901, Карачи, Британская Индия — 11 сентября 1978, Бомбей, Индия) — первый индийский кардинал. Титулярный епископ Теннесо и вспомогательный епископ Бомбея с 16 мая 1946 по 4 декабря 1950. Архиепископ Бомбея с 4 декабря 1950 по 11 сентября 1978. Председатель конференции католических епископов Индии латинского обряда в 1954—1972. Кардинал-священник с 12 января 1953, с титулом церкви Санта-Мария-ин-Виа-Лата с 15 января 1953.

## Награды
- В 1962 году был награждён индийским орденом Падма Вибхушан.